# 5-HT1D receptor
 receptor (5-hidroksitriptaminski (serotoninski) receptor 1D, HTR1D) je 5-HT receptor. On je kodiran istoimenim genom.  deluje na centralni nervni sistem, i utiče na kretanje i anksioznost. On takoše indukuje vaskularnu vazokonstrikciju u mozgu.

## Ligandi

### Agonisti
- 5-(Noniloksi)triptamin,[2]
- sumatriptan (vazokonstriktor kod migraine)
- 5-Karboksamidotriptamin (5-CT)
- 5-(t-Butil)-N-metiltriptamin[3]
- (-3,4-Dihidro-1-[2-[4-(4-metoksifenil)-1-piperazinil]etil]--metil-1-2-benzopiran-6-karboksamid)
- ((1)-1-[2-[4-[4-(Aminokarbonil)fenil]-1-piperazinil]etil]-3,4-dihidro-N-metil-1-2-benzopiran-6-karboksamid)
- (3-[3-(2-Dimetilaminoetil)-1H-indol-5-il]-N-(4-metoksibenzil)akrilamid)
- (2-[5-[3-(4-Metilsulfonilamino)benzil-1,2,4-oksadiazol-5-il]-1H-indol-3-il]etanamin)

### Antagonisti
- Ziprasidon (atipični antipsihotik)[4]
- metiotepin (antipsihotik)
- johimbin (afrodizijak)
- metergolin
- ergotamin (vazokonstriktor kod migraine)
- (mešoviti  antagonist)

## Literatura
1. ↑  „Entrez Gene: HTR1D 5-hydroxytryptamine (serotonin) receptor 1D”.
2. ↑  Glennon RA, Hong SS, Dukat M, Teitler M, Davis K (1994). „5-(Nonyloxy)tryptamine: a novel high-affinity 5-HT1D beta serotonin receptor agonist”. J. Med. Chem. 37 (18): 2828—30. PMID 8071931. doi:10.1021/jm00044a001.
3. ↑  Xu, YC; Schaus, JM; Walker, C; Krushinski, J; Adham, N; Zgombick, JM; Liang, SX; Kohlman, DT; Audia, JE (1999). „N-Methyl-5-tert-butyltryptamine: A novel, highly potent 5-HT1D receptor agonist.”. Journal of medicinal chemistry. 42 (3): 526—31. PMID 9986723. doi:10.1021/jm9805945.
4. ↑  „Essential psychopharmacology: neuroscientific basis and practical applications”.

## Dodatna literatura
- Hamblin MW, Metcalf MA, McGuffin RW, Karpells S (1992). „Molecular cloning and functional characterization of a human 5-HT1B serotonin receptor: a homologue of the rat 5-HT1B receptor with 5-HT1D-like pharmacological specificity.”. Biochem. Biophys. Res. Commun. 184 (2): 752—9. PMID 1315531. doi:10.1016/0006-291X(92)90654-4.
- Weinshank RL; Zgombick JM; Macchi MJ;  . (1992). „Human serotonin 1D receptor is encoded by a subfamily of two distinct genes: 5-HT1D alpha and 5-HT1D beta.”. Proc. Natl. Acad. Sci. U.S.A. 89 (8): 3630—4. PMC 48922 . PMID 1565658. doi:10.1073/pnas.89.8.3630.
- Hamblin MW, Metcalf MA (1991). „Primary structure and functional characterization of a human 5-HT1D-type serotonin receptor.”. Mol. Pharmacol. 40 (2): 143—8. PMID 1652050.
- Libert F; Passage E; Parmentier M;  . (1992). „Chromosomal mapping of A1 and A2 adenosine receptors, VIP receptor, and a new subtype of serotonin receptor.”. Genomics. 11 (1): 225—7. PMID 1662665. doi:10.1016/0888-7543(91)90125-X.
- Libert F; Parmentier M; Lefort A;  . (1989). „Selective amplification and cloning of four new members of the G protein-coupled receptor family.”. Science. 244 (4904): 569—72. PMID 2541503. doi:10.1126/science.2541503.
- Cargill M; Altshuler D; Ireland J;  . (1999). „Characterization of single-nucleotide polymorphisms in coding regions of human genes.”. Nat. Genet. 22 (3): 231—8. PMID 10391209. doi:10.1038/10290.
- Salim K; Fenton T; Bacha J;  . (2002). „Oligomerization of G-protein-coupled receptors shown by selective co-immunoprecipitation.”. J. Biol. Chem. 277 (18): 15482—5. PMID 11854302. doi:10.1074/jbc.M201539200.
- Strausberg RL; Feingold EA; Grouse LH;  . (2003). „Generation and initial analysis of more than 15,000 full-length human and mouse cDNA sequences.”. Proc. Natl. Acad. Sci. U.S.A. 99 (26): 16899—903. PMC 139241 . PMID 12477932. doi:10.1073/pnas.242603899.
- Bergen AW; van den Bree MB; Yeager M;  . (2004). „Candidate genes for anorexia nervosa in the 1p33-36 linkage region: serotonin 1D and delta opioid receptor loci exhibit significant association to anorexia nervosa.”. Mol. Psychiatry. 8 (4): 397—406. PMID 12740597. doi:10.1038/sj.mp.4001318.
- Gerhard DS; Wagner L; Feingold EA;  . (2004). „The status, quality, and expansion of the NIH full-length cDNA project: the Mammalian Gene Collection (MGC).”. Genome Res. 14 (10B): 2121—7. PMC 528928 . PMID 15489334. doi:10.1101/gr.2596504.
- Rual JF; Venkatesan K; Hao T;  . (2005). „Towards a proteome-scale map of the human protein-protein interaction network.”. Nature. 437 (7062): 1173—8. PMID 16189514. doi:10.1038/nature04209.
- Gregory SG; Barlow KF; McLay KE;  . (2006). „The DNA sequence and biological annotation of human chromosome 1.”. Nature. 441 (7091): 315—21. PMID 16710414. doi:10.1038/nature04727.
- Li J; Zhang X; Wang Y;  . (2007). „The serotonin 5-HT1D receptor gene and attention-deficit hyperactivity disorder in Chinese Han subjects.”. Am. J. Med. Genet. B Neuropsychiatr. Genet. 141 (8): 874—6. PMID 17099886. doi:10.1002/ajmg.b.30364.

## Spoljašnje veze
- „5-HT1D”. IUPHAR Database of Receptors and Ion Channels. International Union of Basic and Clinical Pharmacology. Архивирано из оригинала 22. 02. 2012. г.